# Gradski hor Bijelo Polje
Gradski hor „Bijelo Polje” nastao je zahvaljujući entuzijazmu dirigentice Jelene Đaković i Julijane Vujošević, kao i velikoj podršci Centra za kulturu kojim je te godine rukovodio Abaz Dizdarević. Hor je osnovan u drugoj polovini 2016. godine, a već početkom 2017. godine hor je imao prvi nastup na proslavi Dana opštine u Bijelom Polju.

## Dirigent
Dirigent hora je profesorica Jelena Đaković. Osnovnu muzičku školu „Predrag Milošević” završila je u Knjaževcu, svoje dalje školovanje nastavila u srednjoj muzičkoj školi „Stanislav Binički” u Leskovcu u klasi profesora Šerifa Damadžića.
U Nišu je završila Fakultet umjetnosti — odsjek za muzičku umetnost i diplomirala u klasi profesora Anđelka Karaferića. Sudbina je dovela u Bijelo Polje gdje je 2001. godine zasnovala radni odnos u školi za muzičko obrazovanje, gdje i danas radi kao profesorica klavira i horskog pevanja.
Bilo da su u pitanju solo nastupi, nastupi učenika i učenica ili Gradski hor, Jelena je u svakoj od ovih oblasti postigla zapažene rezultate osvojivši brojne nagrade.

## Članovi
Gradski hor čine ljudi različite starosne dobi, obrazovanja, profesija. Hor se sastoji iz četiri glasa i od 57 članova koje vezuje zajednička ljubav prema pjevanju i muzici. Amateri i profesionalci na jednom mjestu.
Članovi Gradskog hora su:
- Jelena Đaković (dirigent)
- Julijana Vujošević (dirigent)
- Milena Đurović (korepetitor)

| Soprani | Alti | Tenori | Basovi |
| --- | --- | --- | --- |
| - Najda Lukač - Anja Radović - Anja Kojović - Katarina Nedović - Marija Madžgalj - Remka Dizdarević - Nejra Mekić - Iva Kljajević - Jovana Vojinović - Ivana Goljević - Mira Vukićević - Tanja Nedović - Tanja Dulović - Sanja Tomović - Aleksandra Bogavac - Jelena Lalević - Olgica Višnjić - Julka Vukićević | - Katarina Veličković - Vasilija Obradović - Anastasija Radović - Jovana Mrdak - Amra Mušović - Nadina Salemović - Aleksandra Rakonjac - Saška Smolović - Ina Božović - Ema Hadžibegović - Ajla Fetahović - Dubravka Rakočević Femić - Zorica Fisik - Amina Dizdarević | - Miloš Vojinović (aranžer) - Petar Jokić (aranžer) - Veljo Raosavljević - Slobodan Đurović - Marija Đurović - Ermin Franca - Danilo Nedović - Amel Idrizović - Adis Softić - Almir Martinović | - Svetozar Lješnjak - Muris Dizdarević - Taib Numanović - Ratko Gođirov - Miladin Lješnjak - Uroš Vukićević - Goran Vukićević - Milovan Rakonjac - Vladimir Tvrdišić - Mensur Bajramspahić - Sanjin Hajdaragić |

## Repertoar i nastupi

### Nastupi
Za dvije godine Gradski hor Bijelo Polje je imao više nastupa kako u zemlji tako i u regionu. Od kojih su neki bili revijalnog a neki takmičarskog karaktera. Neki od značajnijih su:
- Cjelovečernji koncert u Puli 2017. godine na rimskom trgu;
- Nastup u Beogradu na „Beogradskim horskim svečanostima” koje su se održale u Domu omladine Beograda gdje je hor osvojio drugo mjesto[1] što ima poseban značaj jer je predsjednica žirija bila Darinka Matić Marović;
- Nastup na Međunarodnom Festivalu horova u Herceg Novom gdje se hor predstavio revijalno;

### Kompozicije
- „Crmničko oro” — Boro Tamindžić[2]
- „Tebe pojem” — Stevan Stojanović Mokranjac[3]
- „Druga rukovet” — Stevan Stojanović Mokranjac
- „Amurski valovi” — M. Kjus[4]
- „Karaguna” — S. Efthimiadis[5]
- „Ameno”- aranžman za hor uradio Miloš Vojinović
- „Ariadiamus” — aranžman za hor uradio Petar Jokić
- „Aga Asan Aga”— Aleksandar Obradović[6]
- „Sve dok je tvoga blagog oka” — Isidor Bajić[7]
- „Rum dum dum” — Dragan Šuplevski
- „Tourdion” (Tordion)[8]
- „Cirik tica ciriktala” — Boro Tamindžić
- „Čobanine lijepa đevojko” — aranžman za hor uradila Jelena Đaković[9]

## Spoljašnje veze
- Fejsbuk stranica
- Instagram profil
- Jutjub kanal
- City Choir Bijelo Polje (језик: енглески)